# Chris Hillman
Christopher Hillman (Los Ángeles, 4 de diciembre de 1944) es un músico estadounidense. Inició su carrera en el grupo de folk rock The Byrds donde tocaba el bajo. 
A lo largo de su carrera ha participado en diversos proyectos  musicales. Junto a Gram Parsons fundó The Flying Burrito Brothers, donde comenzó a formar su reputación como pionero del Country rock.

## Carrera
Durante sus años con The Byrds se destaca su trabajo como compositor y vocalista. Entre 1965 y 1966 se mantuvo en un bajo perfil, pero luego de la salida de Gene Clark en 1967 tomó un mayor protagonismo. Por ejemplo, en la canción "So You Want to Be a Rock 'n' Roll Star", que coescribió con Jim McGuinn, es la voz principal. Hillman también escribe "Have You Seen Her Face", un sencillo de menor éxito pero de notable influencia beatle. Otras canciones de su autoría son "Thoughts and Words", "Time Between" y "The Girl with No Name".
En 1968, luego de la publicación de Sweetheart of the Rodeo abandona la banda. Tiempo después se reunió con Gram Parsons, antiguo compañero en The Byrds, para formar The Flying Burrito Brothers.
En los años 70 se une a la banda de Stephen Stills llamada Manassas. En 1974, Hillman se asoció con el cantante y compositor Richie Furay que había cofundado Buffalo Springfield y Poco y el compositor J.D. Souther, que había escrito la mayor parte de repertorio de Eagles en sus primeros años, en la Souther-Hillman-Furay Band. 
El año 1985 forma la Desert Rose Band, donde alcanzó el éxito en las listas de popularidad con un par de sencillos como "Love Reunited" y "One Step Forward". En 1994 la banda se separa. En 1991 ingresa junto a The Byrds al Rock and Roll Hall of Fame y participa en un tributo a Roy Orbison interpretando la canción "Mr. Tambourine Man" con Bob Dylan.
Hillman reunió a la Desert Rose en 2008, en un concierto ofrecido en el Station Inn de Nashville. 
A principios de 2010, Hillman estuvo en una "extensa recuperación de una cirugía espinal, y espera volver a estar de gira muy pronto", según su esposa, Connie Hillman.

## Discografía

### The Byrds
- Mr. Tambourine Man (1965) Columbia
- Turn! Turn! Turn! (1965) Columbia
- Fifth Dimension (1966) Columbia
- Younger Than Yesterday (1967) Columbia
- The Notorious Byrd Brothers (1968) Columbia
- Sweetheart of the Rodeo (1968) Columbia
- Byrds (1973) Asylum

### The Flying Burrito Brothers
- The Gilded Palace of Sin (1969) A&M
- Burrito Deluxe (1970) A&M
- The Flying Burrito Brothers (1971) A&M
- Last of the Red Hot Burritos (1972) A&M
- Close Up the Honky Tonks (1974) A&M
- Honky Tonk Heaven (1974) Ariola
- Sleepless Nights (1976) A&M
- Farther Along  (1988) A&M
- Dim Lights, Thick Smoke, and Loud, Loud Music (1987) Edsel
- Out of the Blue (1996) A&M

### Manassas
- Manassas (1972) Atlantic
- Down the Road (1973) Atlantic
- Pieces (2009) Rhino

### The Souther-Hillman-Furay Band
- The Souther Hillman Furay Band (1974) Asylum
- Trouble in Paradise (1975) Asylum

### McGuinn, Clark & Hillman
- McGuinn, Clark & Hillman (1979) Capitol
- City (1980) Capitol
- Return Flight I (1992) Edsel
- Return Flight II (1993) Edsel
- Three Byrds Land in London (1997) Windsong
- The Capitol Collection (2007) Capitol

### McGuinn/Hillman
- McGuinn / Hillman (1981) Capitol

### Ever Call Ready
- Ever Call Ready (1985) Maranatha! Music

### The Desert Rose Band
- The Desert Rose Band (1987) Curb/MCA
- Running (1988) Curb/MCA
- Pages of Life (1990) Curb/MCA
- A Dozen Roses – Greatest Hits (1991) Curb/MCA
- True Love (1991) Curb/MCA
- Traditional (1992) Curb/MCA
- Life Goes On (1993) Curb
- Live At Nevada County Fairgrounds with Emmylou Harris (8-03-1986) Bootleg C

### Chris Hillman & Herb Pedersen
- Bakersfield Bound (1996) Sugar Hill
- Way Out West (2003) Back Porch Records
- At Edwards Barn (2010) Rounder Records

### Larry Rice, Tony Rice, Chris Hillman & Herb Pedersen
- Out of the Woodwork (1997) Rounder
- Rice, Rice, Hillman & Pedersen (1999) Rounder Records
- Running Wild (2001) Rounder Records

### Solista
- Slippin' Away (1976) Asylum
- Clear Sailin' (1977) Asylum
- Morning Sky (1982) Sugar Hill
- Desert Rose (1984) Sugar Hill
- Like a Hurricane (1998) Sugar Hill
- The Other Side (2005) Sovereign Records